# Hull City Association Football Club 2020-2021
Questa voce raccoglie le informazioni riguardanti lo Hull City Association Football Club nelle competizioni ufficiali della stagione 2020-2021.

## Maglie e sponsor
| Casa | Trasferta | Terza maglia |

Sponsor ufficiale: Giacom
Fornitore tecnico: Umbro

## Organico

### Rosa
Rosa aggiornata al 14 gennaio 2021.
| N. |                        | Ruolo | Calciatore                   |
| -- | ---------------------- | ----- | ---------------------------- |
| 1  | Inghilterra (bandiera) | P     | George Long                  |
| 2  | Inghilterra (bandiera) | D     | Lewie Coyle                  |
| 3  | Australia (bandiera)   | D     | Callum Elder                 |
| 5  | Inghilterra (bandiera) | D     | Reece Burke                  |
| 6  | Inghilterra (bandiera) | C     | Richard Smallwood (capitano) |
| 7  | Inghilterra (bandiera) | A     | Mallik Wilks                 |
| 8  | Inghilterra (bandiera) | C     | Daniel Batty                 |
| 9  | Inghilterra (bandiera) | A     | Tom Eaves                    |
| 10 | Inghilterra (bandiera) | C     | George Honeyman              |
| 11 | Scozia (bandiera)      | A     | James Scott                  |
| 12 | Inghilterra (bandiera) | D     | Josh Emmanuel                |
| 13 | Inghilterra (bandiera) | P     | Matt Ingram                  |
| 14 | Norvegia (bandiera)    | C     | Martin Samuelsen             |
| 15 | Inghilterra (bandiera) | D     | Alfie Jones                  |

| N. |                             | Ruolo | Calciatore         |
| -- | --------------------------- | ----- | ------------------ |
| 16 | Inghilterra (bandiera)      | C     | Hakeeb Adelakun    |
| 17 | Irlanda (bandiera)          | D     | Sean McLoughlin    |
| 18 | Inghilterra (bandiera)      | C     | Regan Slater       |
| 19 | Inghilterra (bandiera)      | A     | Keane Lewis-Potter |
| 20 | Inghilterra (bandiera)      | C     | Daniel Crowley     |
| 21 | Inghilterra (bandiera)      | D     | Brandon Fleming    |
| 22 | Austria (bandiera)          | C     | Thomas Mayer       |
| 23 | Irlanda del Nord (bandiera) | C     | Gavin Whyte        |
| 24 | Inghilterra (bandiera)      | D     | Jacob Greaves      |
| 25 | Ghana (bandiera)            | D     | Festus Arthur      |
| 27 | Irlanda del Nord (bandiera) | A     | Josh Magennis      |
| 28 | Inghilterra (bandiera)      | C     | Max Sheaf          |
| 32 | Australia (bandiera)        | P     | Harvey Cartwright  |
| 33 | Scozia (bandiera)           | C     | Greg Docherty      |